# St. Pius (Herne)
Die St.-Pius-Kirche ist eine katholische Kirche in Herne. Sie liegt in Herne-Pöppinghausen und ist heute Gemeindekirche der St.-Dionysius-Gemeinde des Dekanates Emschertal im Erzbistum Paderborn.

## Baugeschichte
Die dünn besiedelte Region um Pöppinghausen erlebte, genau wie das übrige Ruhrgebiet, durch den nordwärtsziehenden Bergbau im letzten Drittel des 19. Jahrhunderts einen rasanten Bevölkerungszuwachs. Deshalb mussten die bisherigen Mutterkirchen Pfarrvikarien schaffen, um weiterhin allen Menschen die aktive Teilnahme am Gottesdienst und dem Gemeindeleben ermöglichen zu können. Von der Lambertuskirche in Castrop löste sich im Jahr 1900 die St.-Joseph-Gemeinde ab (Stichwort Abpfarrung). 1958 konnte in Pantringshof der erste katholische Gottesdienst gefeiert werden. 1970–1972 erfolgte der Bau der Kirche, 1972 die Einweihung des Gemeindezentrums.

## Ausstattung
Im Inneren ist die Kirche aufgrund der Fenster und der mit Holzpaneelen verkleideten Decke dunkel gehalten. Die Leitidee des Innenraumes lautet „Das Volk Gottes auf dem Weg“. Der Baukörper und seine Deckengestaltung verweisen daher auf ein Zelt. Durch eine Lichtführung fällt die dreistufige Altarinsel, die durch ein asymmetrisch angeordneten senkrechten Fensterband und drei Oberlichter beleuchtet wird, auf. Die Glasfenster schuf Jupp Gesing aus Herne.
Die Nikolaus-Kapelle wurde durch den Mendener Künstler Ulrich Langohr ausgestattet.

## Orgel

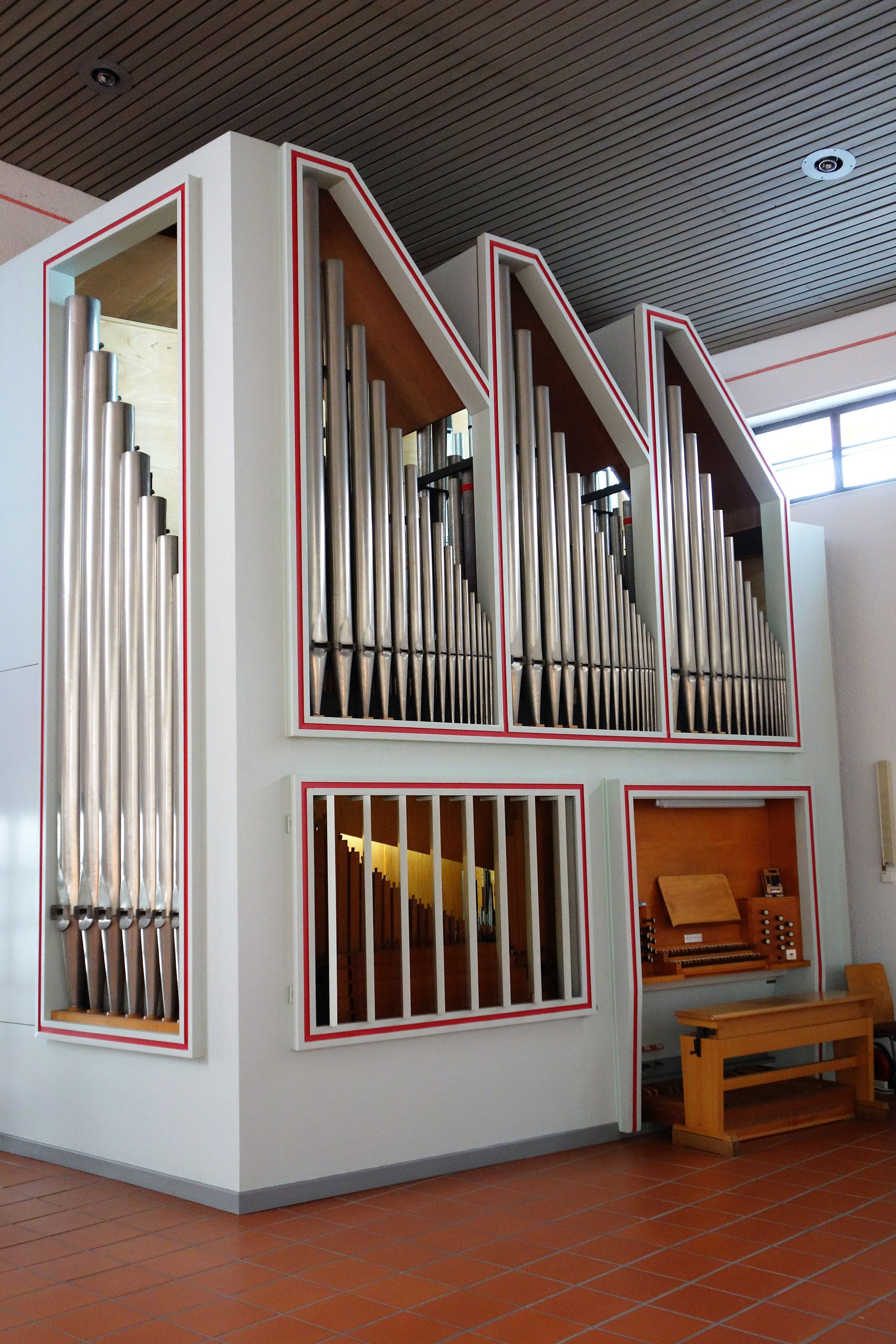
Beckerath-Orgel

Die 22 registrige Beckerath-Orgel stammt aus dem ehemaligen Melanchthon-Saal an der Robert Schumann Hochschule in Düsseldorf. Im Jahr 2007/08 initiierte Yvonne Kortmann den Kauf, den Umbau und die Umsetzung des Instruments nach St. Pius, da das Grundstück, worauf der Orgelsaal stand, verkauft und der Saal abgerissen wurde.
Mit der Umsetzung, Gehäusemodifikationen, dem Umbau der Pedalmechaniken und Nachintonation war Orgelbauer Werner Gibisch in Zusammenarbeit mit den Orgelbauern Lukas Fischer und Johannes Klein, der das Instrument intonierte, beauftragt. Die Orgel steht seit Dezember 2007 in der Kirche St. Pius in Herne.
| I Hauptwerk C–g3 |              |       |  |
| 1.               | Prinzipal    | 8′    |  |
| 2.               | Rohrflöte    | 8′    |  |
| 3.               | Oktave       | 4′    |  |
| 4.               | Spielflöte   | 4′    |  |
| 5.               | Nasat        | 2 ⁄3′ |  |
| 6.               | Oktave       | 2′    |  |
| 7.               | Mixtur IV–VI |       |  |
| 8.               | Trompete     | 8′    |  |

| II Brustwerk (schwellbar) C–g3 |            |    |
| 9.                             | Gedackt    | 8′ |
| 10.                            | Rohrflöte  | 4′ |
| 11.                            | Waldflöte  | 2′ |
| 12.                            | Sifflöte   | 1′ |
| 13.                            | Terzian II |    |
| 14.                            | Scharf III |    |
| 15.                            | Krumhorn   | 8′ |
|                                | Tremulant  |    |

| Pedal C–f1 |                 |       |
| 16.        | Prinzipalbass   | 16′   |
| 17.        | Offenbass       | 8′    |
| 18.        | Choralbass      | 4′    |
| 19.        | Nachthorn       | 2′    |
| 20.        | Rauschpfeife IV | 2 ⁄3′ |
| 21.        | Fagott          | 16′   |
| 22.        | Trompete        | 4´    |

- Koppeln: II/I, I/P, II/P (mechanisch)
- Windladen: Schleifladen
- Spieltraktur: mechanisch
- Registertraktur: mechanisch

## Geistliche (Auswahl)
- 1968–1977: Pfarrvikar Michael Beckmann, * 1934, Weihe Weihnachten 1962, 1963 bis 1968 in St. Barbara Dortmund-Dorstfeld, 1977–2004 Pfarrer an St. Marien (Herne-Baukau), Subsidiar im Pastoralverbund Herne-Nord.
- 1977–1984: Pfarrvikar Heribert Widdekind,
- bis 31. Dezember 2016: Norbert Johannes Walter, Pfarrer zu St. Joseph (Herne) und Pastoralverbundleister in Herne-Nord

Anschließend die Leitenden Pfarrer der Gemeinde St. Dionysius Herne. 
- Seit 2024: Nils Petrat